# Menhir du Cas Rouge
Le menhir du Cas Rouge, appelé aussi Pierre de Cahot, est un menhir situé à Bruz dans le département français d'Ille-et-Vilaine.

## Protection
L'édifice est inventorié à l'Inventaire général du patrimoine culturel en 1986.

## Description
C'est un bloc parallélépipédique de schiste rouge ferrugineux. Il mesure 2,90 m de haut, large de 1,28 m à la base avec une épaisseur de 0,93 m.

## Folklore
Selon une tradition locale, « ce menhir est un gravier que Gargantua rejeta de son sabot un jour qu'il parcourait les hauteurs de la rive opposée de la Vilaine ».